# Ampliación el Calvario
Ampliación el Calvario är en ort i Mexiko.   Den ligger i kommunen Xochitepec och delstaten Morelos, i den sydöstra delen av landet, 80 km söder om huvudstaden Mexico City. Ampliación el Calvario ligger 1 103 meter över havet och antalet invånare är 104.
Terrängen runt Ampliación el Calvario är kuperad åt nordost, men åt sydväst är den platt. Terrängen runt Ampliación el Calvario sluttar söderut. Runt Ampliación el Calvario är det tätbefolkat, med 591 invånare per kvadratkilometer. Närmaste större samhälle är Jiutepec, 15,9 km norr om Ampliación el Calvario. Omgivningarna runt Ampliación el Calvario är en mosaik av jordbruksmark och naturlig växtlighet.